# غونسالو رييس
غونسالو رييس هو لاعب كرة قدم برتغالي في مركز الوسط، ولد في 30 يناير 1993 في Cova da Piedade ‏ في البرتغال. شارك مع منتخب البرتغال تحت 16 سنة لكرة القدم. أما مع النوادي، فقد لعب مع أتلتيكو كاسا بيا وفيتوريا سيتوبال.

## وصلات خارجية
- غونسالو رييس على موقع قاعدة بيانات كرة القدم.إي يو (الإنجليزية)